# Arabutã
Arabutã är en kommun i Brasilien.   Den ligger i delstaten Santa Catarina, i den södra delen av landet, 1 300 km söder om huvudstaden Brasília. Antalet invånare är 4 193.
I omgivningarna runt Arabutã växer huvudsakligen savannskog. Runt Arabutã är det ganska glesbefolkat, med 35 invånare per kvadratkilometer.